# Звезда до главной последовательности

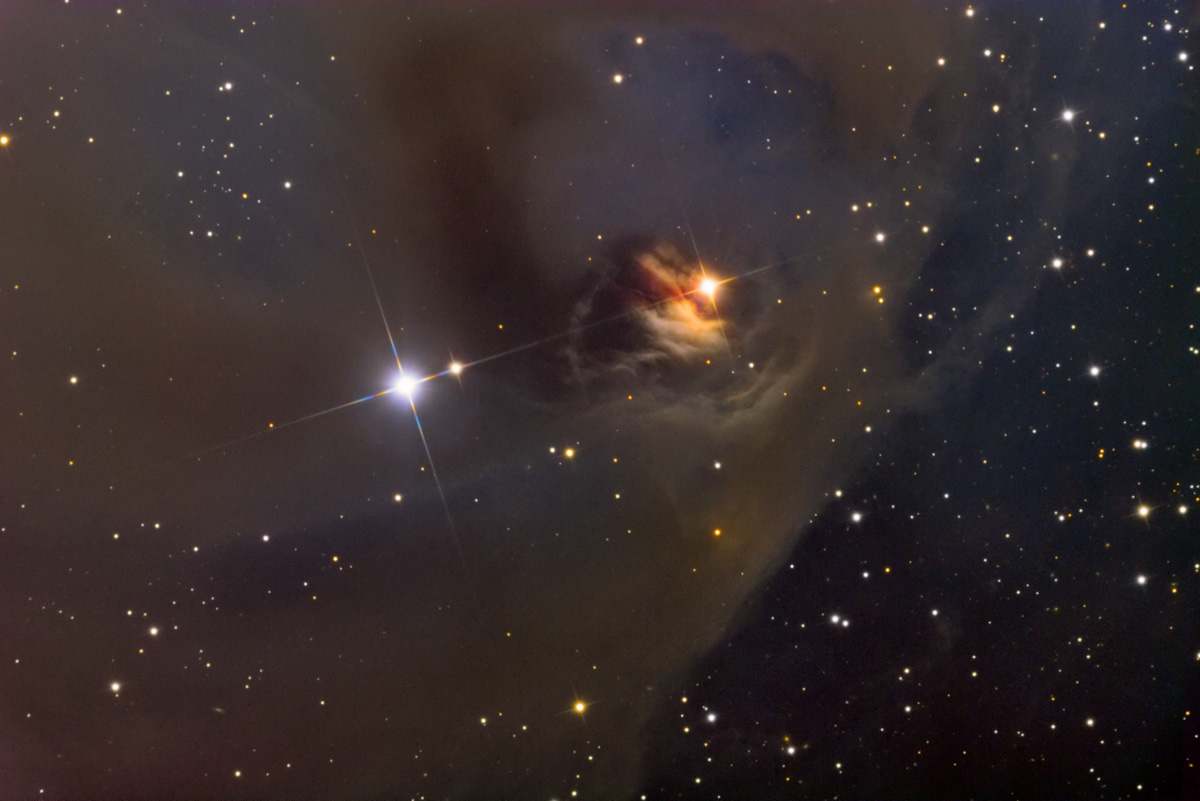
T Тельца (яркая звезда оранжевого цвета) — звезда до главной последовательности

Звезда до главной последовательности — тип самых молодых звёзд, которые, в отличие от протозвёзд, уже видны в оптическом диапазоне. В этих звёздах уже могут идти термоядерные реакции, но энергии в них выделяется недостаточно для компенсации потерь энергии на излучение звезды. Основным источником нагрева является сжатие таких звёзд за счёт собственной гравитации, что и отличает их от звёзд главной последовательности. Эти звёзды имеют высокие светимости (из-за большого размера) и низкие температуры, поэтому на диаграмме Герцшпрунга — Рассела они располагаются в верхней правой части. Со временем они уменьшаются в размере и нагреваются, смещаясь по диаграмме вниз и влево до перехода на главную последовательность. Примером звёзд до главной последовательности могут служить звёзды типа T Тельца.

## Определение
В зависимости от терминологии, звёзды до главной последовательности могут рассматриваться как завершающая часть стадии протозвезды, и как отдельный этап звёздной эволюции между стадиями протозвезды и главной последовательностью. Стадия до главной последовательности начинается, когда звезда теряет газопылевую оболочку (хотя аккреционный диск может остаться) и становится видимой в оптическом диапазоне, но иногда начало определяется как момент, когда в звезде заканчивается дейтерий, который первым расходуется в термоядерных реакциях. Момент, когда сжатие прекращается, а мощность термоядерных реакций сравнивается со светимостью звезды, считается окончанием этой стадии и переходом на главную последовательность. В классификации протозвёзд звёздам до главной последовательности соответствуют классы II и III.

## Характеристики

Стадии эволюции протозвёзд и звёзд до главной последовательности

### Физические характеристики

Эволюционные треки звёзд до главной последовательности (синий цвет) и их изохроны (отмечены разными цветами)

Характеристики звёзд до главной последовательности различаются в зависимости от их масс и возрастов. В любом случае эти звёзды имеют низкие температуры — у самых холодных она может составлять 650 K и со временем возрастает до температуры, которую звезда будет иметь на главной последовательности. При этом светимости этих звёзд больше, чем у звёзд главной последовательности из-за их больших размеров, поэтому звёзды до главной последовательности находятся в верхней правой части диаграммы Герцшпрунга — Рассела. Основным источником энергии таких звёзд является гравитационное сжатие, но в них могут проходить термоядерные реакции — превращение ядер сначала лития, бериллия и бора, а потом и водорода, в ядра гелия. Спектры звёзд до главной последовательности также имеют особенности: например, в некоторых случаях в них могут наблюдаться эмиссионные линии, а наличие аккреционного диска может приводить к инфракрасному избытку.
Звёзды до главной последовательности по другим принципам классификации могут принадлежать иным классам звёзд. Так, например, звёзды до главной последовательности с массами до 3 M⊙ переменны и являются звёздами типа T Тельца, либо, в некоторых случаях, фуорами. Звёзды до главной последовательности с большей массой, до 10 M⊙, проходят стадию звёзд Хербига (Ae/Be).

### Эволюция
Как и в протозвёздах, энергия в звёздах до главной последовательности излучается в основном за счёт гравитационного сжатия, поэтому на этой стадии происходит сжатие и нагрев звезды. Этот процесс останавливается только тогда, когда температура и давление в ядре возрастают настолько, что мощность идущих в ядре термоядерных реакций сравнивается со светимостью звезды, и в этот момент звезда переходит на главную последовательность. Длительность этого сжатия определяется тепловой временной шкалой, которая значительно меньше срока жизни звезды. У самых массивных звёзд она занимает около 105 лет, а у наименее массивных — порядка 109 лет. Для Солнца стадия до главной последовательности продлилась 30 миллионов лет. Кроме того, протопланетные диски звёзд до главной последовательности на этой стадии превращаются в планетные системы. На этой стадии может происходить аккреция, хотя и в гораздо меньшем темпе, чем при быстром сжатии: порядка 10−8—10−7 M⊙/год, что уже очень слабо влияет на параметры звезды.
На диаграмме Герцшпрунга — Рассела эти звёзды движутся вниз и влево к главной последовательности. При этом если звезда полностью конвективна, что зависит от её массы, то при сжатии её температура не меняется и она движется вертикально вниз по треку Хаяши, а в противном случае при сжатии увеличивается её температура, светимость меняется слабо и звезда движется на диаграмме влево — по треку Хеньи. Звёзды с массами в диапазоне от 0,3—0,5 M⊙ (по разным оценкам) до 3 M⊙ в течение сжатия перестают быть полностью конвективными и сначала движутся по треку Хаяши, а потом — по треку Хеньи. Звёзды с массами менее 0,3—0,5 M⊙ движутся по треку Хаяши до главной последовательности, а звёзды массивнее 3 M⊙ движутся только по треку Хеньи. У объектов с массами менее 0,07—0,08 M⊙ термоядерный синтез никогда не становится единственным источником энергии, их сжатие не останавливается и они становятся коричневыми карликами.